# Robert Dewulf
Pour les articles homonymes, voir Dewulf.
Robert, Odiel, baron Dewulf (époux de la baronne Nelly Perneel) né le 14 avril 1929 à Rumbeke est un administrateur de sociétés et chef d'entreprises belge flamand.
Il est licencié en sciences commerciales et consulaires.
Il démarra LVD (Lefebvre,Vanneste,Dewulf) en 1952 grâce à la récupération de matériel de guerre abandonné. Aujourd'hui son entreprise a une renommée mondiale en matière de machines-outils et de robots de façonnage de tôles et compte 22 filiales et 1 250 collaborateurs de par le monde.

## Mandats et mandats passés
- Administrateur-délégué de LVD-Groupe
- Membre du CA de Fabrimetal
  - Président d'honneur d'Agoria-Vlaanderen
- Président de VKW West-Vlaanderen et CECIMO (Comité Européen de Coopération des Industries de la Machine-Outil)
- Membre du CD de :
  - Lucia West-Vlaanderen (aide aux jeunes familles avec enfants en détresse)
  - Sociaal Hulpbetoon vzw
  - Bemok vzw
  - M.P.I.-School (Centre de traitement d'enfants émotionnellement dérangés)

## Distinctions
- Commandeur de l'Ordre de la Couronne
- Officier de l'ordre de Léopold

Élevé au rang de baron par SM le roi Albert II de Belgique en 1994, ainsi que son épouse Nelly Perneel.